# Chieti Calcio 2000-2001
Questa pagina raccoglie le informazioni riguardanti il Chieti Calcio nelle competizioni ufficiali della stagione 2000-2001.

## Rosa
| N. |                      | Ruolo | Calciatore            |
| -- | -------------------- | ----- | --------------------- |
|    | Germania (bandiera)  | A     | Giuseppe Aquino       |
|    | Italia (bandiera)    | D     | Luca Barbini          |
|    | Italia (bandiera)    | C     | Massimiliano Barni    |
|    | Italia (bandiera)    | D     | Alessandro Battisti   |
|    | Argentina (bandiera) | A     | Ariel Beltramo        |
|    | Italia (bandiera)    | C     | Alec Bolla            |
|    | Italia (bandiera)    | A     | Pietro Clemente       |
|    | Italia (bandiera)    | C     | Danilo Coppola        |
|    | Italia (bandiera)    | C     | Tony D'Amico          |
|    | Italia (bandiera)    | C     | Emanuele D'Anna       |
|    | Italia (bandiera)    | C     | Gian Paolo De Matteis |
|    | Italia (bandiera)    | D     | Massimo Drago         |
|    | Italia (bandiera)    | C     | Sergio Filipponi      |

| N. |                   | Ruolo | Calciatore           |
| -- | ----------------- | ----- | -------------------- |
|    | Italia (bandiera) | C     | Luca Fratarcangeli   |
|    | Italia (bandiera) | D     | Emanuele Gabrieli    |
|    | Italia (bandiera) | C     | Alessandro Gambadori |
|    | Italia (bandiera) | A     | Paolo Giometti       |
|    | Italia (bandiera) | D     | Fabio Grosso         |
|    | Italia (bandiera) | D     | Maurizio Lauro       |
|    | Italia (bandiera) | A     | Giuseppe Mosca       |
|    | Italia (bandiera) | A     | Simone Pacini        |
|    | Italia (bandiera) | A     | Michele Padolecchia  |
|    | Italia (bandiera) | D     | Nazario Pignotti     |
|    | Cile (bandiera)   | A     | Mauricio Sanguinetti |
|    | Italia (bandiera) | P     | Nicola Santoni       |
|    | Italia (bandiera) | D     | Paolo Zaccagnini     |